# Marx Reichlich
Marx Reichlich (Neustift, c.1460–Salzburgo, 1520) fue un pintor austríaco.

## Biografía
Activo en el Tirol y en la región de Salzburgo, nació cerca de Bressanone hacia 1460. Razones estilísticas sugieren un aprendizaje bajo Friedrich Pacher. A partir de 1484 trabajó probablemente con Michael Pacher en el altar de la iglesia franciscana de Salzburgo, ciudad de la que era ciudadano desde 1494. Después de la muerte de Michael Pacher (1498), heredó su taller y recibió numerosos encargos de altar.
A partir de 1508 se refirió a sí mismo como «ciudadano y pintor de Salzburgo» y ese mismo año recibió del emperador Maximiliano I el encargo de restaurar los frescos de principios del siglo XV en el castillo de Runkelstein, cerca de Bolzano.
Al igual que Pacher, su estilo se caracteriza por una perspectiva de síntesis de derivación italiana, lo que le hace componer las figuras en profundidad en el espacio pictórico, a menudo explotando con virtuosismo las líneas diagonales. En la fase más madura, bajo la influencia veneciana y lombarda, logra una mayor libertad compositiva y acentúa el uso de contrastes luminosos que, como en Pacher, crean atmósferas cargadas y suspendidas. Estas características lo convierten en el colorista y pintor de luz más importante del área alemana en los albores del siglo XVI, de fundamental importancia (más que Pacher directamente) para el desarrollo de la escuela danubiana.

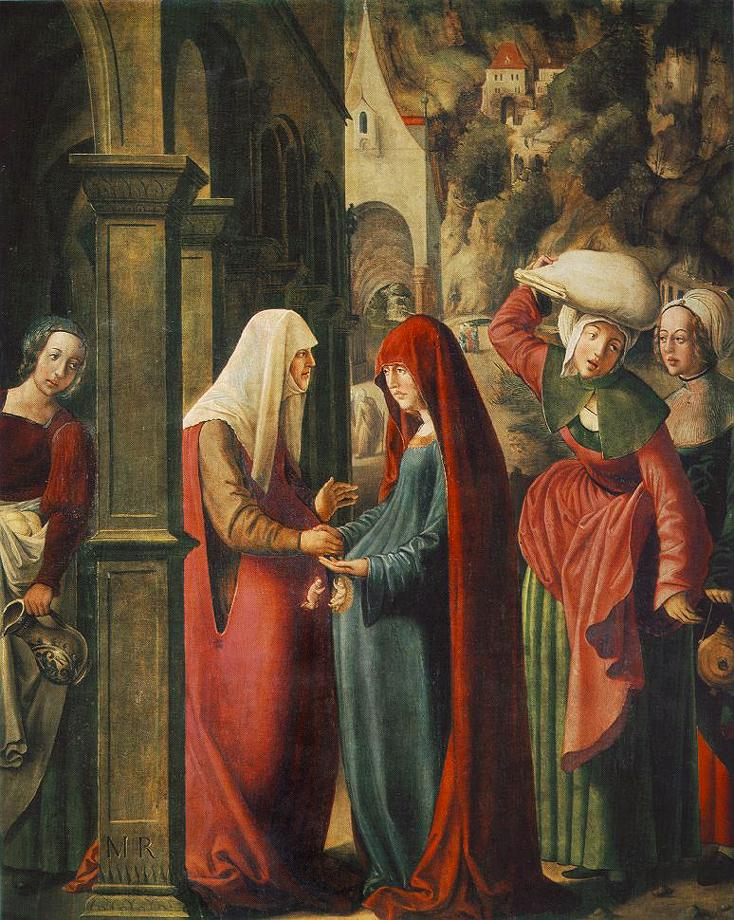
Visitación, Alte Pinakothek